# Zelomorpha parvarga
Zelomorpha parvarga är en stekelart som beskrevs av Gupta och Bhat 1972. Zelomorpha parvarga ingår i släktet Zelomorpha och familjen bracksteklar. Utöver nominatformen finns också underarten Z. p. philippina.